# 지역특별기상센터
지역특별기상센터(RSMC: Regional Specialized Meteorological Centre)는 지역별로 세계 기상 예보 등을 담당하는 전문 기관으로 세계기상기구에서 총의로 의결되어 설립되었다.

## 열대저기압에 대한 예보

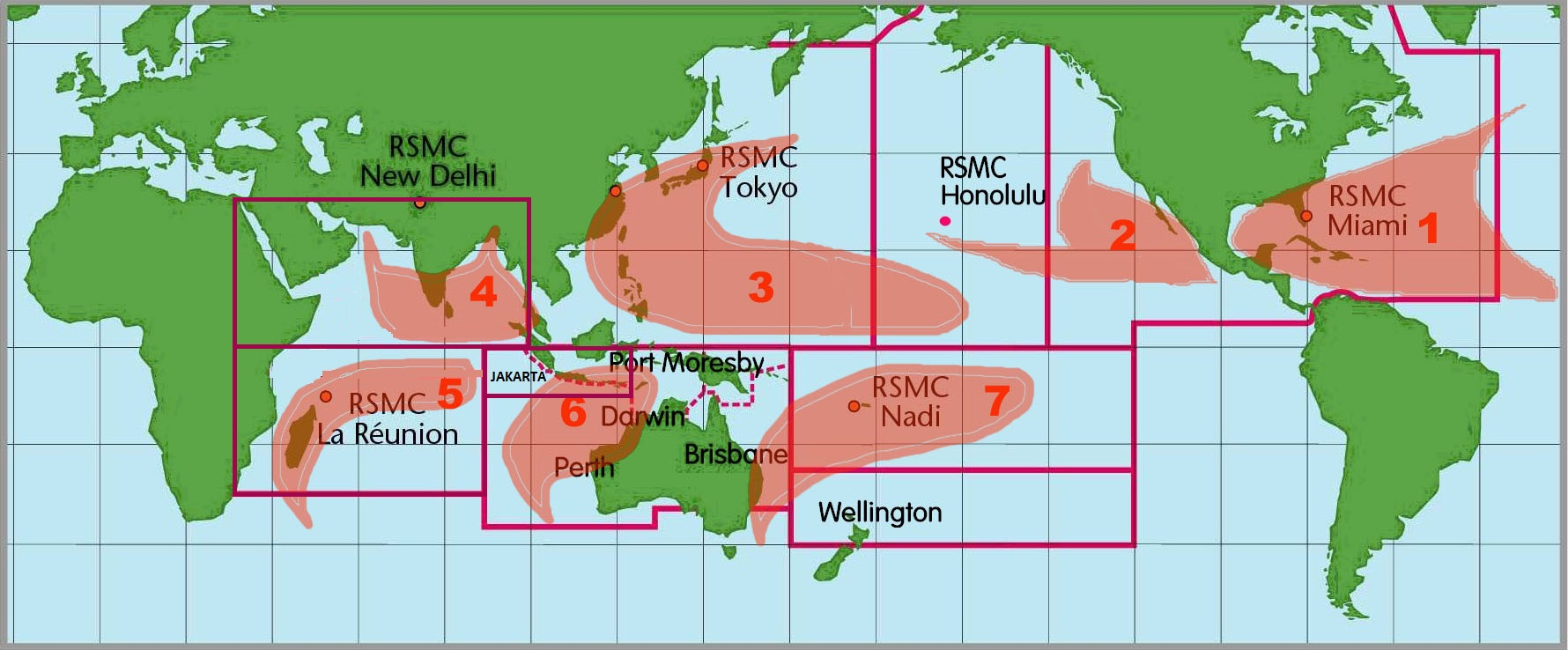
7개 지역특별기상센터의 열대저기압 감시 관할구역

6개의 지역특별기상센터와 6개의 열대저기압 경보 센터(TCWC: Tropical Cyclone Warning Centre)가 열대저기압에 대한 예보를 하고 있다.
지역특별기상센터 (총 6개)
- 피지 난디 (피지 기상청) - 남서태평양
- 프랑스 레위니옹 (프랑스 기상청) - 남서인도양
- 인도 뉴델리 (인도 기상청) - 북인도양
- 일본 도쿄 (일본 기상청) - 북서태평양
- 미국 호놀룰루 - 북중태평양
- 미국 마이애미 - 북동태평양, 멕시코만, 카리브 해, 북대서양

| 해역별 담당 기관   | 해역별 담당 기관                                                           |
| 해역               | 담당 기관                                                                  |
| ------------------ | -------------------------------------------------------------------------- |
| 북대서양           | 국립허리케인센터#                                                          |
| 북동태평양         | 국립허리케인센터#                                                          |
| 북중태평양         | 중앙태평양 허리케인센터#                                                   |
| 북서태평양         | 일본 기상청#                                                               |
| 남서태평양         | 피지 기상청#† 뉴질랜드 기상청† 파푸아뉴기니 기상청† 오스트레일리아 기상청† |
| 북인도양           | 인도 기상청#                                                               |
| 남서인도양         | 프랑스 기상청#                                                             |
| 남동인도양         | 오스트레일리아 기상청† 인도네시아 기상청†                                  |
| #은 RSMC, †은 TCWC |                                                                            |

열대저기압 경보 센터 (총 6개)
- 뉴질랜드 (뉴질랜드 기상청)
  - TCWC 웰링턴 - 태즈먼해
- 파푸아뉴기니 (파푸아뉴기니 기상청)
  - TCWC 포트모르즈비 - 솔로몬해 및 파푸아 만
- 오스트레일리아 (오스트레일리아 기상청)
  - TCWC 퍼스 - 남동인도양 (남위 10도 남쪽)
  - TCWC 다윈 - 아라푸라해 및 카펀테리아만
  - TCWC 브리즈번 - 산호해
- 인도네시아 (인도네시아 기상청)
  - TCWC 자카르타 - 남동인도양 (남위 10도 북쪽)

## 환경 긴급 대응 프로그램
국경을 초월한 환경대재앙시를 위한 환경 긴급 대응 프로그램(Environmental Emergency Response Programme)이 있다. 이를 위한 8개의 지역특별기상센터가 운영 중이다.
- 영국 엑서터 지역특별기상센터 - 유럽, 아프리카
- 프랑스 툴루즈 지역특별기상센터 - 유럽, 아프리카
- 캐나다 몬트리올 지역특별기상센터 - 아메리카, 북서태평양
- 미국 워싱턴 지역특별기상센터 - 아메리카, 남서태평양
- 중국 베이징 지역특별기상센터 - 아시아
- 러시아 오브닌스크 지역특별기상센터 - 아시아
- 일본 도쿄 지역특별기상센터 - 아시아
- 오스트레일리아 멜버른 지역특별기상센터 - 남서태평양[3]

## 같이 보기
- 미국 합동태풍경보센터
- 대한민국 국가태풍센터
- 미국 국립허리케인센터